# Air VIA
Air VIA — колишня авіакомпанія, що базувалася в Софії, Болгарія.
Організовує чартери на замовлення туроператорів. Основними базами були аеропорти Софії та Варни. Після Болгаріан Ейр Чартер є найбільшою чартерною авіакомпанією Болгарії. В 2017 році Air VIA припинила виконання польотів

## Історія
Авіакомпанія була створена і розпочала роботу в 1990 році під назвою Варненські Міжнародні Авіалінії, використовувалися літаки Ту-154М. Засновниками компанії є група болгарських приватних інвесторів, головними замовниками чартерів є BG Tours (Німеччина), Jetair (Бельгія), Neckermann Deutschland, Prodintour (Франція) і TUI Deutschland. У штаті компанії 142 працівника.
Air Via замінила свій флот Ту-154 на Airbus A320-200.

## Напрями

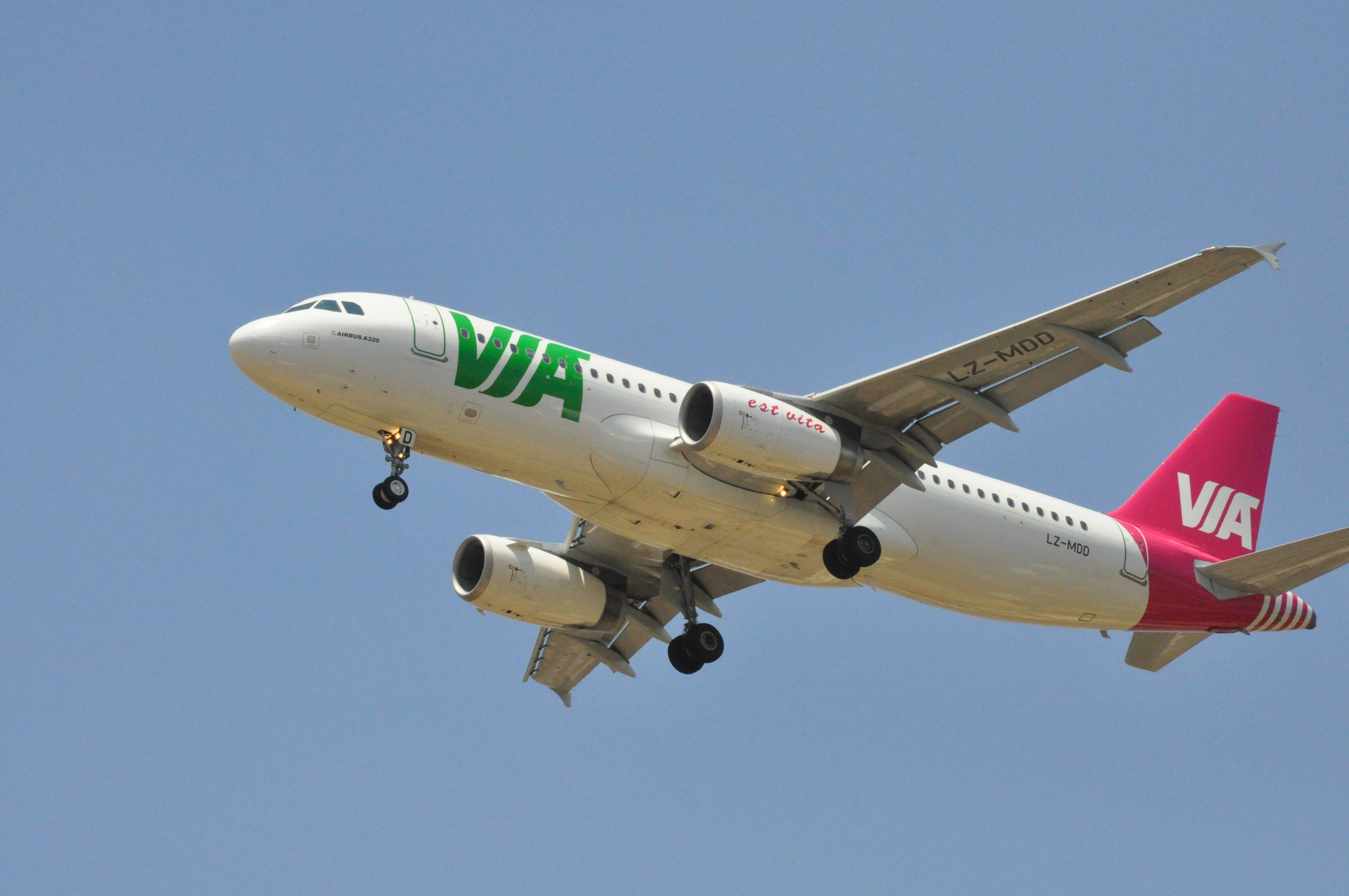
Airbus A320-232 Air VIA

Основними напрямками Air Via є аеропорти Болгарії та Німеччини.

## Флот
Флот Air VIA (2016):
- 2 Airbus A320-214
- 1 Airbus A321-231